# キリギリス科
キリギリス科（キリギリスか）Tettigoniidae は、バッタ目キリギリス亜目の科。キリギリス、ウマオイ、クツワムシなど、コオロギとともに鳴く虫として馴染みのある種が多い。草むらや樹上で生活し、熱帯地方には木の葉や枯葉、コケ、地衣などに擬態（隠蔽的擬態）した種が知られる。世界の熱帯から亜寒帯にかけて、19亜科8000種余りが知られる。最近の図鑑ではこれらの亜科を科とし、全体をキリギリス上科としている。
触角は糸状で長い。口器は咀嚼に適した頑丈な大顎を持つ。前脚の脛節に聴覚器官をもつ。3対の脚はいずれも歩脚でとくに後脚は跳躍に適して腿節と脛節が長く発達するが、樹上生活する種では後脚がやや短い傾向がある。雑食性の種では獲物を捕獲するため前脚及び中脚の脛節に棘状突起が列んで生えている。左右の前翅は閉じた状態のとき背中で一部重なるが、コオロギと異なり、左の前翅が上になる。一方、ササキリモドキ亜科の多くの種のように、一見翅がないかのように見えるくらい短く退化した種も多い。腹部末端にオスは一対の尾肢を持ち、その形状は種の同定にしばしば利用される。メスはよく発達した産卵管を持ち、横から見た形が、土の中に産卵する種は長い剣型、草の茎や樹皮に生む種では短く湾曲した鎌型をしているものが多い。
昼行性または夜行性。食性は植物食または雑食。種によっては植物の葉や花を食べるだけでなく、虫を積極的に捕食する。左右の前翅の、重なりの部分を擦り合わせて発音することで鳴く。多くは雄だけが鳴くが、ツユムシ亜科のクダマキモドキ類では雌も鳴く。

## 下位分類

### ツユムシ亜科 Phaneropterinae
- ツユムシ Phaneroptera falcata
- アシグロツユムシ Phaneroptera nigroantennata
- セスジツユムシ Ducetia japonica
- ホソクビツユムシ Shirakisotima japonica
- クダマキモドキ（サトクダマキモドキ） Holochlora japonica
- ヤマクダマキモドキ Sinochlora longifissa

### ササキリモドキ（ヒメツユムシ）亜科 Meconematinae
- ササキリモドキ Xiphidiopsis suzukii
- ヒメツユムシ Leptoteratura digitata
- セスジササキリモドキ Xiphidiopsis subpunctata

### ヒラタツユムシ亜科 Pseudophyllinae
- キョジンツユムシ Pseudophyllus titan
- ヒラタツユムシ Phyllomimus sinicus

### クツワムシ亜科 Mecopodinae
- クツワムシ Mecopoda nipponensis
- タイワンクツワムシ Mecopoda elongata

### ウマオイ亜科 Listroscelidinae
- ハヤシノウマオイ Hexacentrus japonica
- ハタケノウマオイ Hexacentrus unicolor

### クサキリ亜科 Copiphorinae
- クサキリ Homorocoryphus lineosus
- クビキリギス Euconocephalus thunbergi
- カヤキリ Pseudorhynchus japonicus

### ササキリ亜科 Conocephalinae
- ササキリ Conocephalus melaenus
- ウスイロササキリ Conocephalus chinensis
- オナガササキリ Conocephalus gladiatus
- ホシササキリ Conocephalus maculatus
- コバネササキリ Conocephalus laponicus

### キリギリス亜科 Tettigoniinae
- ヤブキリ Tettigonia orientalis
- キリギリス Gampsocleis buergeri
- ヒメギス Metrioptera engelhardti
- コバネヒメギス Chizuella bonneti
- ツシマフトギス Paratlanticus tsushimensis
- Ephippiger ephippiger  (saddle-backed bush cricket)

## ギャラリー

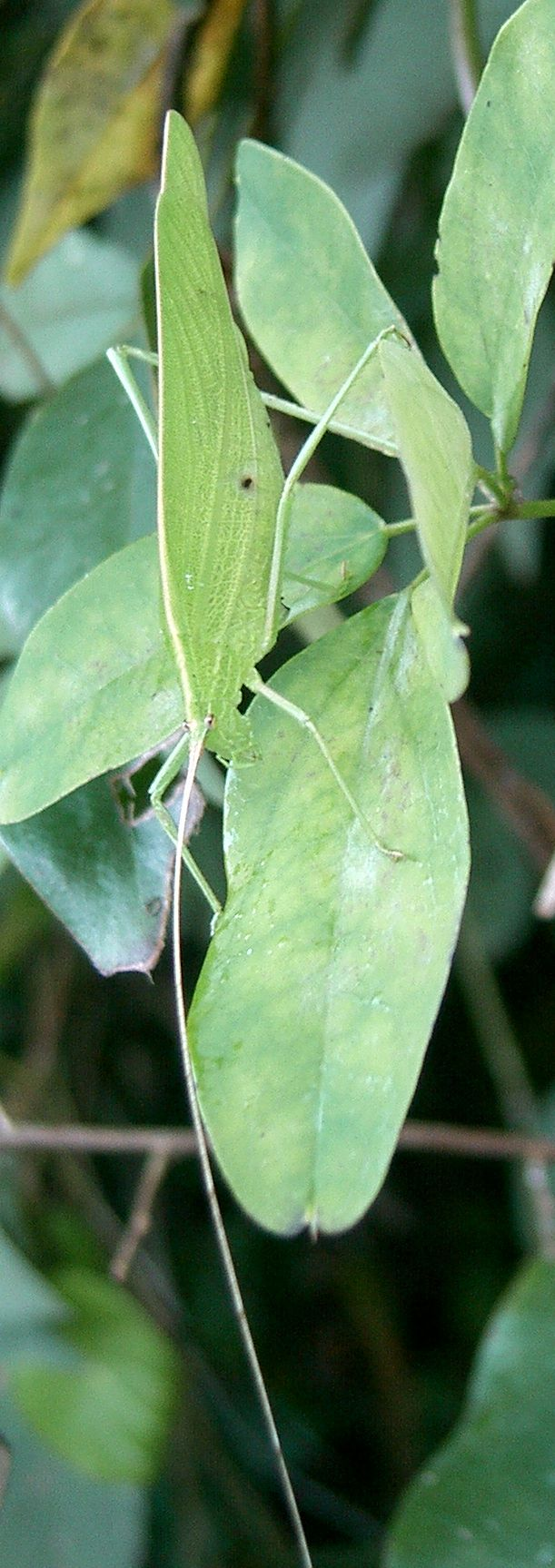
セスジツユムシ
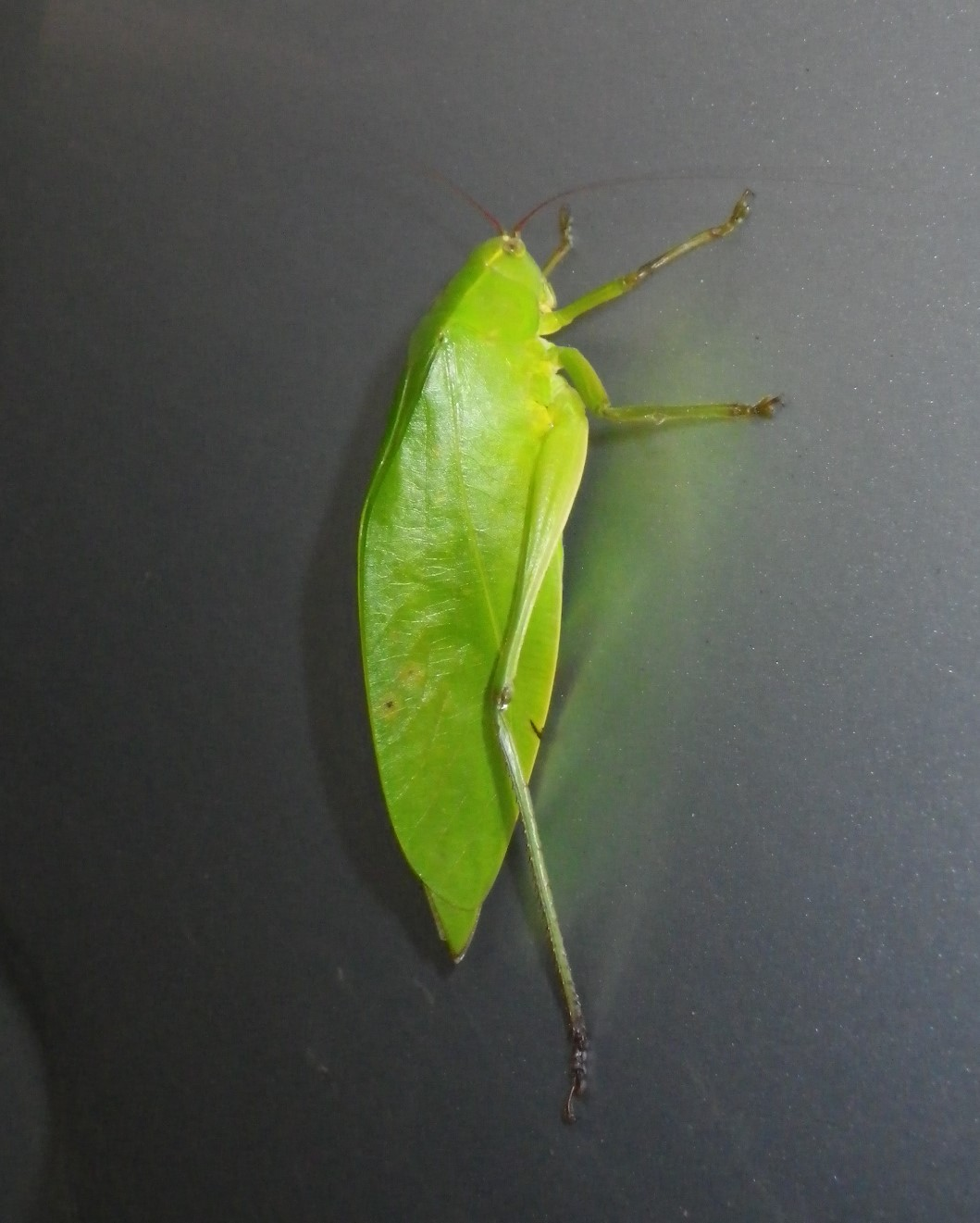
タイワンクダマキモドキ
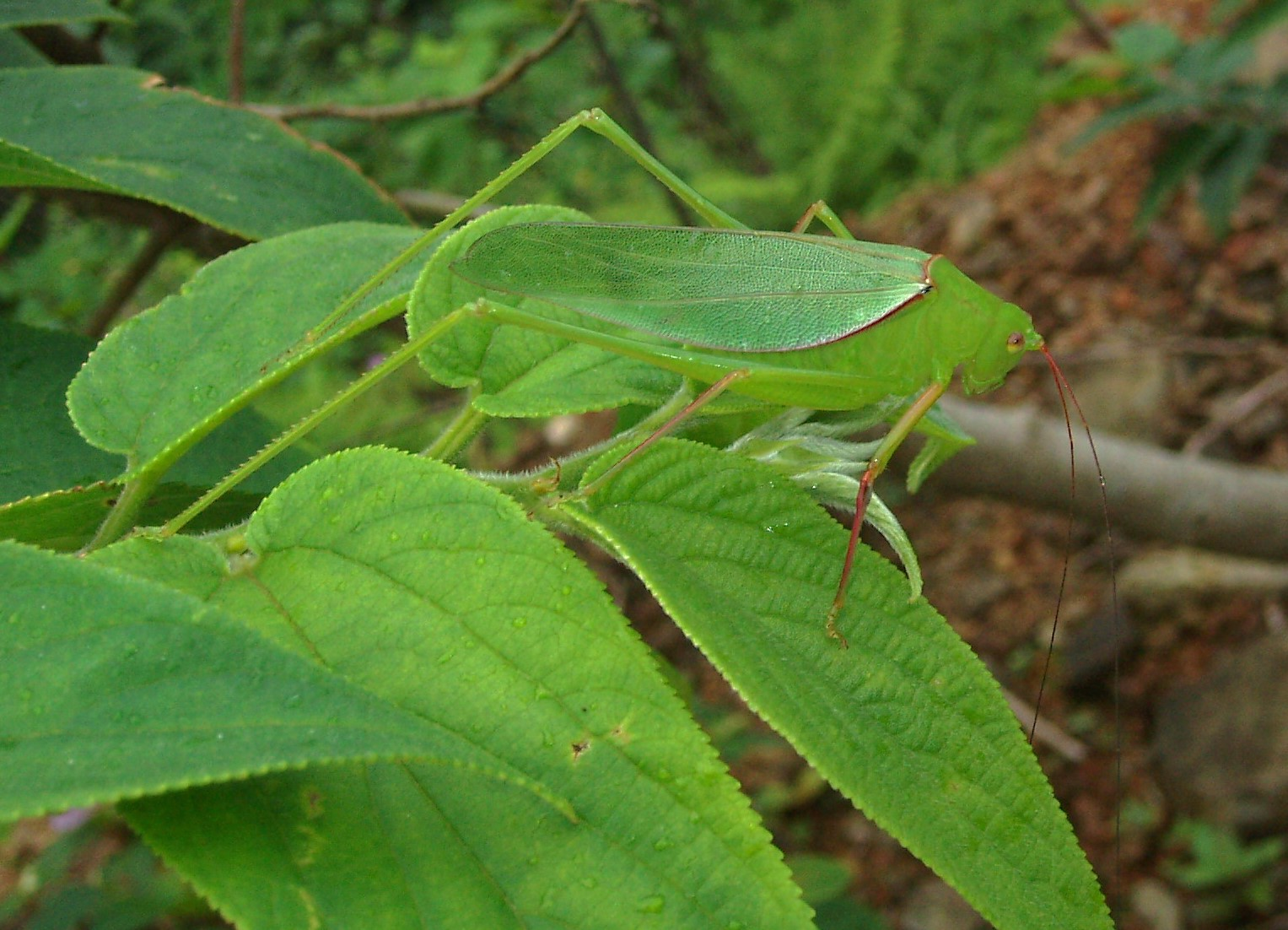
ヘリグロツユムシ
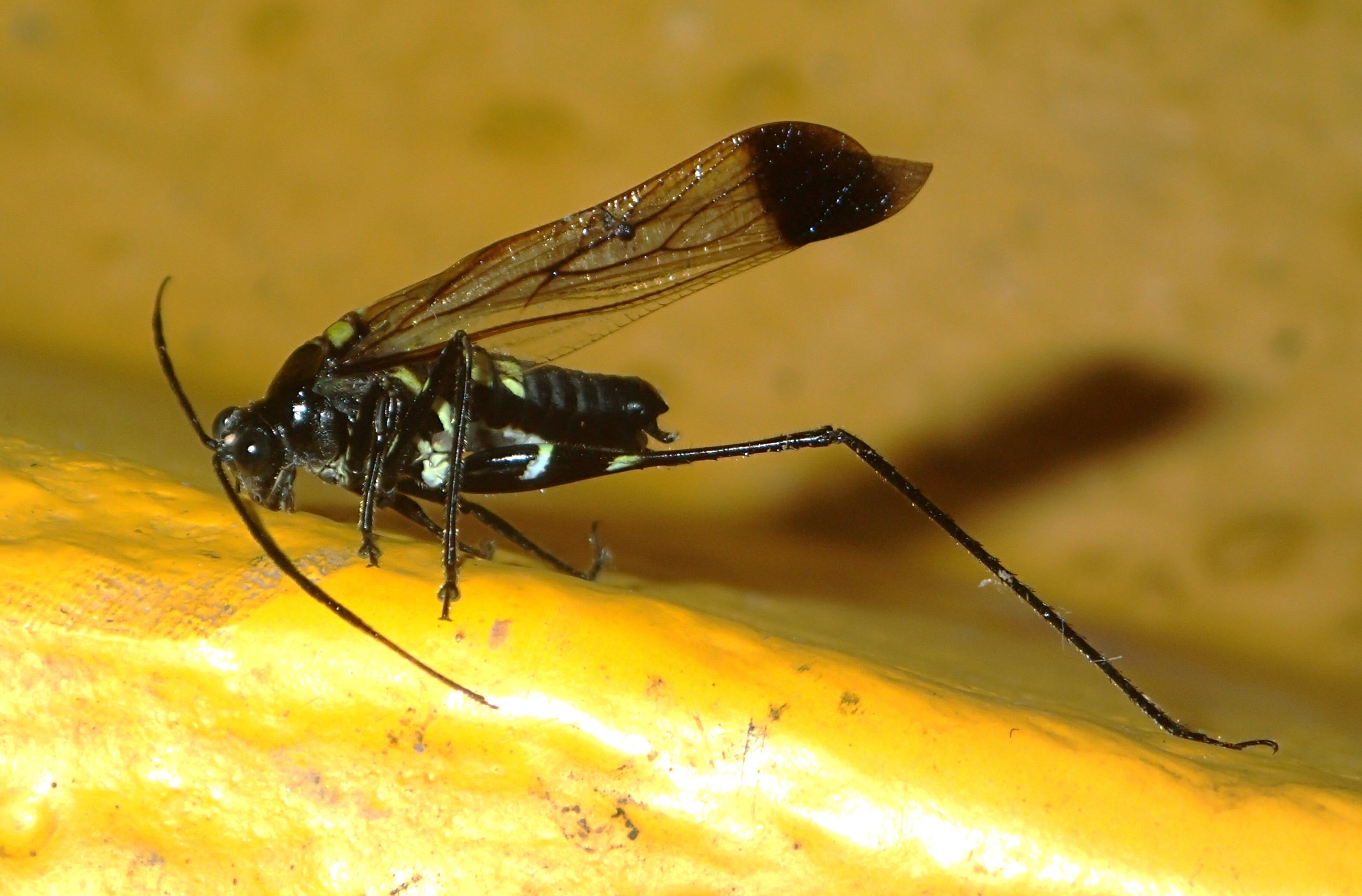
Aganacris sp.（カリバチに擬態-エクアドル）
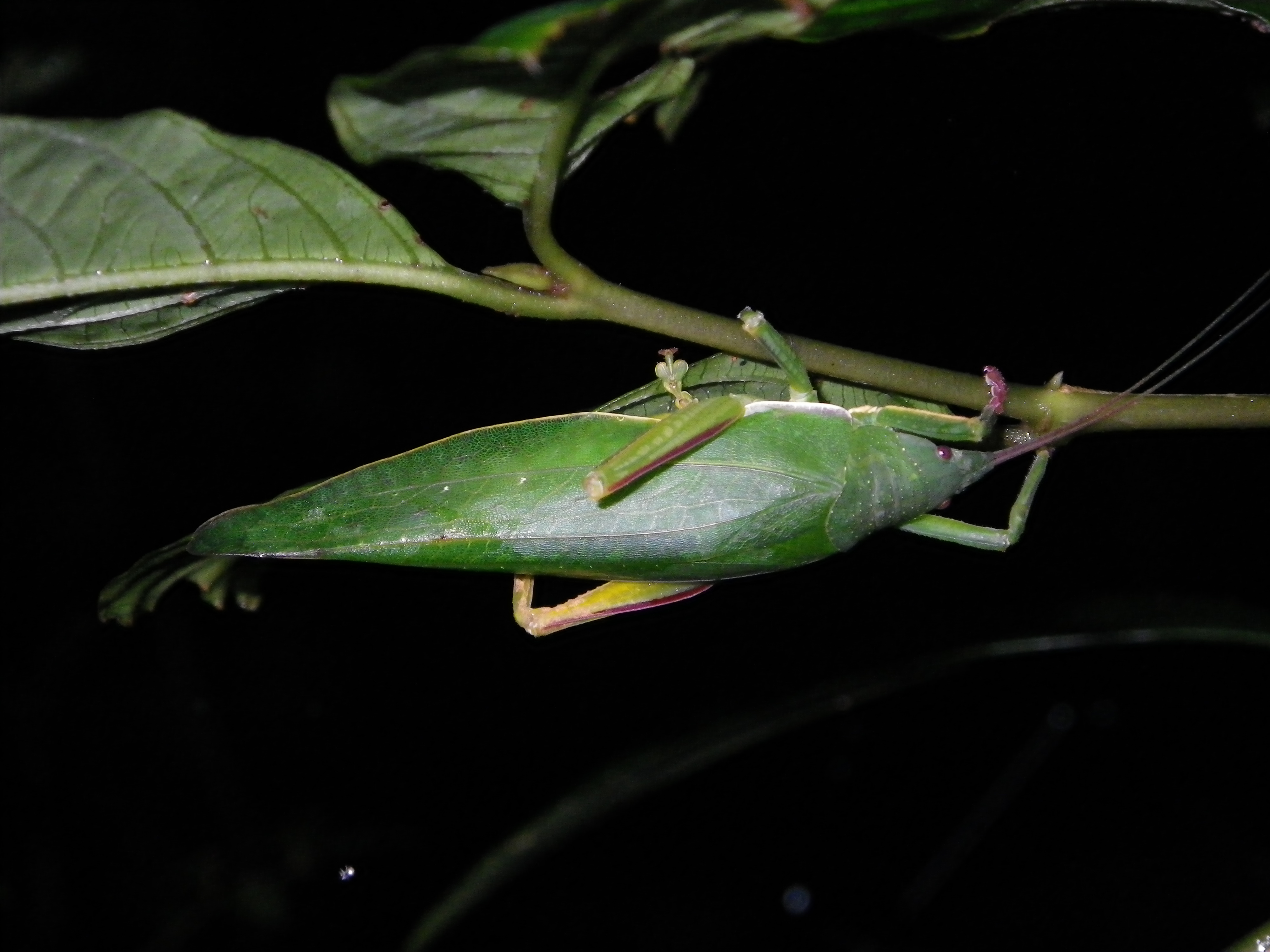
ヒラタツユムシ
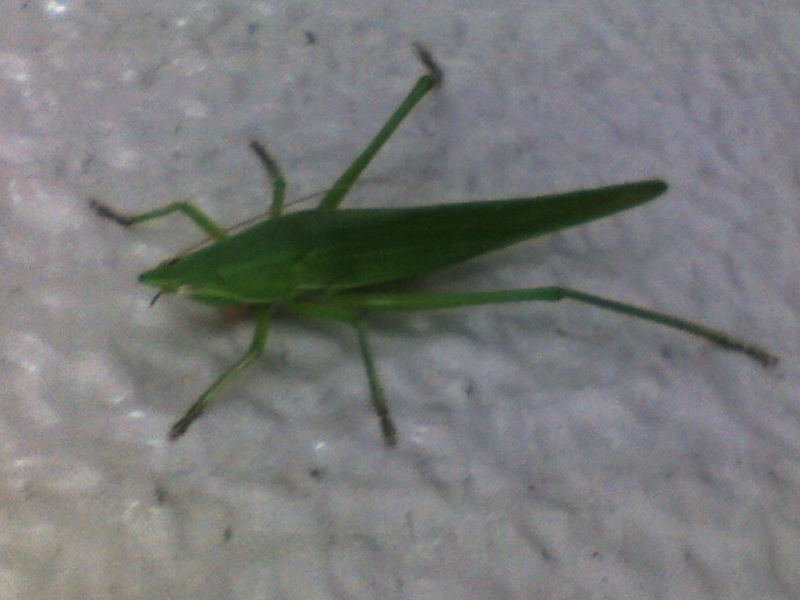
クビキリギス